# Merry Xmas everybody
Merry Xmas everybody  is een single van de Britse groep Slade. Het is niet afkomstig van een van hun studioalbums, maar komt vanwege het succes veelvuldig voor op verzamelalbums van de band dan wel kerstalbums.
De plaat, die vanaf december 1973 jaar-in-jaar-uit op de radio gedraaid wordt, was al zes jaar in de maak toen deze uiteindelijk werd uitgegeven. De plaat streed in Engeland met Wizzards I wish it would be Christmas again om de titel kerstsingle van 1973 (Wizzard haalde de Nederlandse hitlijsten niet). Slade was destijds mateloos populair, niet alleen in Engeland maar ook in Nederland en België met talloze hits binnen het genre glamrock. In de korte tijd dat de verkoop kon plaatsvinden, gingen meer dan 1 miljoen exemplaren de toonbank over. Polydor had de hitkansen verkeerd ingeschat en moest platenperserijen in Los Angeles en Duitsland inschakelen om voldoende exemplaren in de winkels te houden. In december 1973 was het een nummer 1-hit; in 2006 tot en met 2010 kwam de single steeds terug in de hitparade, maar haalde lang niet zo’n hoge notering meer. Wizzard bleef op plaats 4 steken, maar kwam ook in de jaren 2007 tot en met 2010 steeds terug. 
Voor Nederland had de single een extra betekenis; het is een van de platen die een solliciterende dj Frits Spits draaide in zijn eerste 20 minuten op de Nederlandse radio (Hilversum 3). Bovendien werd de plaat door de omroepen op zaterdag 8 december 1973 verkozen tot de 145e Troetelschijf van de week op Hilversum 3 en werd zodoende als tipplaat elk uur op de nationale publieke popzender gedraaid. De plaat bereikte de 3e positie in de publieke hitlijst Daverende Dertig / Hilversum 3 Top 30. Ook in de Nederlandse Top 40 op Radio Veronica werd de 3e positie behaald. 
In België bereikte de plaat de 2e positie in de Vlaamse Radio 2 Top 30 en de 3e positie in zowel de voorloper van de Vlaamse Ultratop 50 als de voorloper van de Waalse Ultratop 50.
Op 26 november 1993 werd het nummer op cd-single uitgebracht en in november 2007 als digitale download. De 12" vinyl maxisingle werd op 25 november 2022 opnieuw uitgebracht.

## Hitnoteringen

### Nederlandse Top 40
| Hitnotering: (Week 1 t/m 7) 22-12-1973 t/m 02-02-1974 Hitnotering: (Week 8 t/m 10) 21-12-1991 t/m 11-01-1992 | Hitnotering: (Week 1 t/m 7) 22-12-1973 t/m 02-02-1974 Hitnotering: (Week 8 t/m 10) 21-12-1991 t/m 11-01-1992 | Hitnotering: (Week 1 t/m 7) 22-12-1973 t/m 02-02-1974 Hitnotering: (Week 8 t/m 10) 21-12-1991 t/m 11-01-1992 | Hitnotering: (Week 1 t/m 7) 22-12-1973 t/m 02-02-1974 Hitnotering: (Week 8 t/m 10) 21-12-1991 t/m 11-01-1992 | Hitnotering: (Week 1 t/m 7) 22-12-1973 t/m 02-02-1974 Hitnotering: (Week 8 t/m 10) 21-12-1991 t/m 11-01-1992 | Hitnotering: (Week 1 t/m 7) 22-12-1973 t/m 02-02-1974 Hitnotering: (Week 8 t/m 10) 21-12-1991 t/m 11-01-1992 | Hitnotering: (Week 1 t/m 7) 22-12-1973 t/m 02-02-1974 Hitnotering: (Week 8 t/m 10) 21-12-1991 t/m 11-01-1992 | Hitnotering: (Week 1 t/m 7) 22-12-1973 t/m 02-02-1974 Hitnotering: (Week 8 t/m 10) 21-12-1991 t/m 11-01-1992 | Hitnotering: (Week 1 t/m 7) 22-12-1973 t/m 02-02-1974 Hitnotering: (Week 8 t/m 10) 21-12-1991 t/m 11-01-1992 | Hitnotering: (Week 1 t/m 7) 22-12-1973 t/m 02-02-1974 Hitnotering: (Week 8 t/m 10) 21-12-1991 t/m 11-01-1992 | Hitnotering: (Week 1 t/m 7) 22-12-1973 t/m 02-02-1974 Hitnotering: (Week 8 t/m 10) 21-12-1991 t/m 11-01-1992 | Hitnotering: (Week 1 t/m 7) 22-12-1973 t/m 02-02-1974 Hitnotering: (Week 8 t/m 10) 21-12-1991 t/m 11-01-1992 | Hitnotering: (Week 1 t/m 7) 22-12-1973 t/m 02-02-1974 Hitnotering: (Week 8 t/m 10) 21-12-1991 t/m 11-01-1992 |
| Week: | 1 | 2 | 3 | 4 | 5 | 6 | 7 | | 8 | 9 | 10 | |
| --- | --- | --- | --- | --- | --- | --- | --- | --- | --- | --- | --- | --- |
| Positie: | 25 | 9 | 3 | 3 | 9 | 19 | 39 | uit | 35 | 26 | 36 | uit |

### Hilversum 3 Top 30 / Daverende Dertig / Nationale Top 100 / Mega Top 50
| Hitnotering: (Week 1 t/m 6) 15-12-1973 t/m 26-01-1974 Hitnotering: (Week 7 t/m 10) 14-12-1991 t/m 11-01-1992 Hitnotering: (Week 11) 27-12-2014 Hitnotering: (Week 12) 30-12-2017 Hitnotering: (Week 13) 29-12-2018 | Hitnotering: (Week 1 t/m 6) 15-12-1973 t/m 26-01-1974 Hitnotering: (Week 7 t/m 10) 14-12-1991 t/m 11-01-1992 Hitnotering: (Week 11) 27-12-2014 Hitnotering: (Week 12) 30-12-2017 Hitnotering: (Week 13) 29-12-2018 | Hitnotering: (Week 1 t/m 6) 15-12-1973 t/m 26-01-1974 Hitnotering: (Week 7 t/m 10) 14-12-1991 t/m 11-01-1992 Hitnotering: (Week 11) 27-12-2014 Hitnotering: (Week 12) 30-12-2017 Hitnotering: (Week 13) 29-12-2018 | Hitnotering: (Week 1 t/m 6) 15-12-1973 t/m 26-01-1974 Hitnotering: (Week 7 t/m 10) 14-12-1991 t/m 11-01-1992 Hitnotering: (Week 11) 27-12-2014 Hitnotering: (Week 12) 30-12-2017 Hitnotering: (Week 13) 29-12-2018 | Hitnotering: (Week 1 t/m 6) 15-12-1973 t/m 26-01-1974 Hitnotering: (Week 7 t/m 10) 14-12-1991 t/m 11-01-1992 Hitnotering: (Week 11) 27-12-2014 Hitnotering: (Week 12) 30-12-2017 Hitnotering: (Week 13) 29-12-2018 | Hitnotering: (Week 1 t/m 6) 15-12-1973 t/m 26-01-1974 Hitnotering: (Week 7 t/m 10) 14-12-1991 t/m 11-01-1992 Hitnotering: (Week 11) 27-12-2014 Hitnotering: (Week 12) 30-12-2017 Hitnotering: (Week 13) 29-12-2018 | Hitnotering: (Week 1 t/m 6) 15-12-1973 t/m 26-01-1974 Hitnotering: (Week 7 t/m 10) 14-12-1991 t/m 11-01-1992 Hitnotering: (Week 11) 27-12-2014 Hitnotering: (Week 12) 30-12-2017 Hitnotering: (Week 13) 29-12-2018 | Hitnotering: (Week 1 t/m 6) 15-12-1973 t/m 26-01-1974 Hitnotering: (Week 7 t/m 10) 14-12-1991 t/m 11-01-1992 Hitnotering: (Week 11) 27-12-2014 Hitnotering: (Week 12) 30-12-2017 Hitnotering: (Week 13) 29-12-2018 | Hitnotering: (Week 1 t/m 6) 15-12-1973 t/m 26-01-1974 Hitnotering: (Week 7 t/m 10) 14-12-1991 t/m 11-01-1992 Hitnotering: (Week 11) 27-12-2014 Hitnotering: (Week 12) 30-12-2017 Hitnotering: (Week 13) 29-12-2018 | Hitnotering: (Week 1 t/m 6) 15-12-1973 t/m 26-01-1974 Hitnotering: (Week 7 t/m 10) 14-12-1991 t/m 11-01-1992 Hitnotering: (Week 11) 27-12-2014 Hitnotering: (Week 12) 30-12-2017 Hitnotering: (Week 13) 29-12-2018 | Hitnotering: (Week 1 t/m 6) 15-12-1973 t/m 26-01-1974 Hitnotering: (Week 7 t/m 10) 14-12-1991 t/m 11-01-1992 Hitnotering: (Week 11) 27-12-2014 Hitnotering: (Week 12) 30-12-2017 Hitnotering: (Week 13) 29-12-2018 | Hitnotering: (Week 1 t/m 6) 15-12-1973 t/m 26-01-1974 Hitnotering: (Week 7 t/m 10) 14-12-1991 t/m 11-01-1992 Hitnotering: (Week 11) 27-12-2014 Hitnotering: (Week 12) 30-12-2017 Hitnotering: (Week 13) 29-12-2018 | Hitnotering: (Week 1 t/m 6) 15-12-1973 t/m 26-01-1974 Hitnotering: (Week 7 t/m 10) 14-12-1991 t/m 11-01-1992 Hitnotering: (Week 11) 27-12-2014 Hitnotering: (Week 12) 30-12-2017 Hitnotering: (Week 13) 29-12-2018 | Hitnotering: (Week 1 t/m 6) 15-12-1973 t/m 26-01-1974 Hitnotering: (Week 7 t/m 10) 14-12-1991 t/m 11-01-1992 Hitnotering: (Week 11) 27-12-2014 Hitnotering: (Week 12) 30-12-2017 Hitnotering: (Week 13) 29-12-2018 | Hitnotering: (Week 1 t/m 6) 15-12-1973 t/m 26-01-1974 Hitnotering: (Week 7 t/m 10) 14-12-1991 t/m 11-01-1992 Hitnotering: (Week 11) 27-12-2014 Hitnotering: (Week 12) 30-12-2017 Hitnotering: (Week 13) 29-12-2018 | Hitnotering: (Week 1 t/m 6) 15-12-1973 t/m 26-01-1974 Hitnotering: (Week 7 t/m 10) 14-12-1991 t/m 11-01-1992 Hitnotering: (Week 11) 27-12-2014 Hitnotering: (Week 12) 30-12-2017 Hitnotering: (Week 13) 29-12-2018 | Hitnotering: (Week 1 t/m 6) 15-12-1973 t/m 26-01-1974 Hitnotering: (Week 7 t/m 10) 14-12-1991 t/m 11-01-1992 Hitnotering: (Week 11) 27-12-2014 Hitnotering: (Week 12) 30-12-2017 Hitnotering: (Week 13) 29-12-2018 | Hitnotering: (Week 1 t/m 6) 15-12-1973 t/m 26-01-1974 Hitnotering: (Week 7 t/m 10) 14-12-1991 t/m 11-01-1992 Hitnotering: (Week 11) 27-12-2014 Hitnotering: (Week 12) 30-12-2017 Hitnotering: (Week 13) 29-12-2018 | Hitnotering: (Week 1 t/m 6) 15-12-1973 t/m 26-01-1974 Hitnotering: (Week 7 t/m 10) 14-12-1991 t/m 11-01-1992 Hitnotering: (Week 11) 27-12-2014 Hitnotering: (Week 12) 30-12-2017 Hitnotering: (Week 13) 29-12-2018 |
| Week: | 1 | 2 | 3 | 4 | 5 | 6 | | 7 | 8 | 9 | 10 | | 11 | | 12 | | 13 | |
| --- | --- | --- | --- | --- | --- | --- | --- | --- | --- | --- | --- | --- | --- | --- | --- | --- | --- | --- |
| Positie: | 17 | 7 | 4 | 3 | 8 | 22 | uit | 93 | 73 | 73 | 93 | uit | 99 | uit | 42 | uit | 61 | uit |

### Vlaamse Radio 2 Top 30
| Hitnotering: 15-12-1973 t/m 02-02-1974 | Hitnotering: 15-12-1973 t/m 02-02-1974 | Hitnotering: 15-12-1973 t/m 02-02-1974 | Hitnotering: 15-12-1973 t/m 02-02-1974 | Hitnotering: 15-12-1973 t/m 02-02-1974 | Hitnotering: 15-12-1973 t/m 02-02-1974 | Hitnotering: 15-12-1973 t/m 02-02-1974 | Hitnotering: 15-12-1973 t/m 02-02-1974 | Hitnotering: 15-12-1973 t/m 02-02-1974 | Hitnotering: 15-12-1973 t/m 02-02-1974 |
| Week:                                  | 1                                      | 2                                      | 3                                      | 4                                      | 5                                      | 6                                      | 7                                      | 8                                      |                                        |
| -------------------------------------- | -------------------------------------- | -------------------------------------- | -------------------------------------- | -------------------------------------- | -------------------------------------- | -------------------------------------- | -------------------------------------- | -------------------------------------- | -------------------------------------- |
| Positie:                               | 25                                     | 9                                      | 3                                      | 3                                      | 2                                      | 2                                      | 5                                      | 18                                     | uit                                    |

### NPO Radio 2 Top 2000
| Nummer met noteringen in de NPO Radio 2 Top 2000 | '00 | '01 | '02 | '03 | '04 | '05  | '06  | '07  | '08  | '09  | '10  | '11  | '12  | '13  | '14  | '15  | '16  | '17  | '18  | '19  | '20  | '21  |
| ------------------------------------------------ | --- | --- | --- | --- | --- | ---- | ---- | ---- | ---- | ---- | ---- | ---- | ---- | ---- | ---- | ---- | ---- | ---- | ---- | ---- | ---- | ---- |
| Merry Xmas everybody                             | 593 | 816 | 897 | 937 | 946 | 1168 | 1172 | 1346 | 1105 | 1103 | 1199 | 1309 | 1711 | 1550 | 1635 | 1869 | 1821 | 1898 | 1885 | 1760 | 1947 | 1946 |

1. ↑  Een vetgedrukt getal geeft de hoogste notering aan.
2. ↑  2000 was het eerste jaar met een notering voor dit nummer.
3. ↑  Deze tabel is bijgewerkt tot en met de laatste editie (2024).